# 杉山廣平
杉山 廣平（すぎやま こうへい、1995年11月21日 - ）は、日本の男性総合格闘家。愛知県知立市出身。THE BLACKBELT JAPAN所属。

## 来歴
19歳の頃に格闘技ジムに通うようになり、やがてアマチュア大会への出場を目指すようになる。パンクラスプロ昇格トーナメントで優勝するなど、アマチュア大会で実績を残す。
2016年3月27日、プロデビュー戦となったDEEP NAGOYA IMPACT 公武堂ファイトで白木一広と対戦し、1R 2:53 TKOで勝利を収めた。
2017年3月12日、PANCRASE 285で、のちの第5代RIZINフェザー級王者、KNOCK OUT-BLACKスーパーライト級王者の鈴木千裕と対戦し、1R8秒で右フックからのパウンドでTKO負けを喫した。
2018年5月3日、PANCRASE札幌大会の第24回ネオブラッドトーナメント1回戦で後藤丈治と対戦し、1Rチョークスリーパーで1本勝ちを収めた。
2018年7月1日、PANCRASE 297の第24回ネオブラッドトーナメント準決勝戦で赤崎清志朗と対戦し、1Rチョークスリーパーで1本勝ちを収めた。
2018年9月9日、PANCRASE 299の第24回ネオブラッドトーナメント決勝戦で鈴木千裕と再戦し、判定0-3で負けを喫した。
2021年3月21日、RIZIN初参戦となるRIZIN.27で初代THE OUTSIDER50-55kg級王者の伊藤裕樹と対戦し、1R33秒で左フックからのパウンドでTKO負けを喫した。
2022年9月11日、DEEP TOKYO IMPACT 2022 5th ROUNDのDEEPフライ級グランプリ1回戦で元修斗世界フライ級王者の福田龍彌と対戦し、判定0-5で負けを喫した。
2022年12月18日、DEEP OSAKA IMPACT 2022 5th ROUNDで柴田"MONKEY"有哉と対戦し、2R 3:24 三角絞めで1本負けを喫した。

## 人物
憧れのファイターは元UFC世界フライ級王者のデメトリアス・ジョンソン。

## 戦績
| 総合格闘技 戦績 | 総合格闘技 戦績 | 総合格闘技 戦績 | 総合格闘技 戦績 | 総合格闘技 戦績 | 総合格闘技 戦績 | 総合格闘技 戦績 |
| --------------- | --------------- | --------------- | --------------- | --------------- | --------------- | --------------- |
| 24 試合         | (T)KO           | 一本            | 判定            | その他          | 引き分け        | 無効試合        |
| 14 勝           | 2               | 4               | 8               | 0               | 0               | 0               |
| 10 敗           | 2               | 1               | 7               | 0               | 0               | 0               |

| 勝敗 | 対戦相手         | 試合結果                         | 大会名                                                             | 開催年月日     |
| ○    | 濱口奏琉         | 5分2R終了 判定2-1                | DEEP TOKYO IMPACT 2025 1st ROUND                                   | 2025年3月23日  |
| ×    | 関原翔           | 5分2R終了 判定1-2                | DEEP 121 IMPACT                                                    | 2024年9月16日  |
| ○    | 風我             | 5分2R終了 判定3-0                | DEEP TOKYO IMPACT 2024 1st ROUND                                   | 2024年3月24日  |
| ×    | KENTA            | 5分2R終了 判定1-2                | DEEP 115 IMPACT                                                    | 2023年9月18日  |
| ○    | 原虎徹           | 2R 3:25 リアネイキドチョーク     | DEEP NAGOYA IMPACT 2023 公武堂ファイト                             | 2023年4月16日  |
| ×    | 柴田"MONKEY"有哉 | 2R 3:24 三角絞め                 | DEEP OSAKA IMPACT 2022 5th ROUND                                   | 2022年12月18日 |
| ×    | 福田龍彌         | 5分3R終了 判定0-5                | DEEP TOKYO IMPACT 2022 5th ROUND 【DEEPフライ級グランプリ 一回戦】 | 2022年9月11日  |
| ○    | 本田良介         | 5分2R終了 判定3-0                | DEEP 108 IMPACT                                                    | 2022年7月10日  |
| ○    | 駒杵嵩大         | 5分2R終了 判定3-0                | DEEP 103 IMPACT                                                    | 2021年9月24日  |
| ×    | 伊藤裕樹         | 1R 0:33 TKO（左フック→パウンド） | RIZIN.27                                                           | 2021年3月21日  |
| ×    | 上田将竜         | 5分3R終了 判定1-2                | PANCRASE 320                                                       | 2020年12月13日 |
| ○    | 有川直毅         | 2R 4:06 リアネイキッドチョーク   | PANCRASE 316                                                       | 2020年7月24日  |
| ○    | 中村龍之         | 5分3R終了 判定3-0                | PANCRASE 310                                                       | 2019年11月10日 |
| ○    | 加マーク納       | 3分3R終了 判定2-1                | PANCRASE 306                                                       | 2019年6月30日  |
| ×    | 井上学           | 3分3R終了 判定1-2                | PANCRASE 302                                                       | 2018年12月9日  |
| ×    | 鈴木千裕         | 3分3R終了 判定0-3                | PANCRASE 299 【第24回ネオブラッドトーナメント決勝戦】              | 2018年9月9日   |
| ○    | 赤崎清志朗       | 1R 2:21 チョークスリーパー       | PANCRASE 297 【第24回ネオブラッドトーナメント準決勝戦】            | 2018年7月1日   |
| ○    | 後藤丈治         | 1R 2:42 チョークスリーパー       | PANCRASE札幌大会 【第24回ネオブラッドトーナメント1回戦】           | 2018年5月3日   |
| ○    | 猿飛流           | 1R 0:27 TKO                      | PANCRASE 292                                                       | 2017年12月10日 |
| ○    | 三澤陽平         | 3分3R終了 判定3-0                | PANCRASE 290                                                       | 2017年10月8日  |
| ×    | 鈴木千裕         | 1R 0:08 TKO（右フック→パウンド） | PANCRASE 285                                                       | 2017年3月12日  |
| ×    | 中村龍之         | 3分3R終了 判定1-2                | PANCRASE 283                                                       | 2016年12月18日 |
| ○    | 川端康太         | 3分3R終了 判定3-0                | PANCRASE 281                                                       | 2016年10月2日  |
| ○    | 白木一広         | 1R 2:53 TKO                      | DEEP NAGOYA IMPACT 公武堂ファイト                                  | 2016年3月27日  |